# Brooklands can

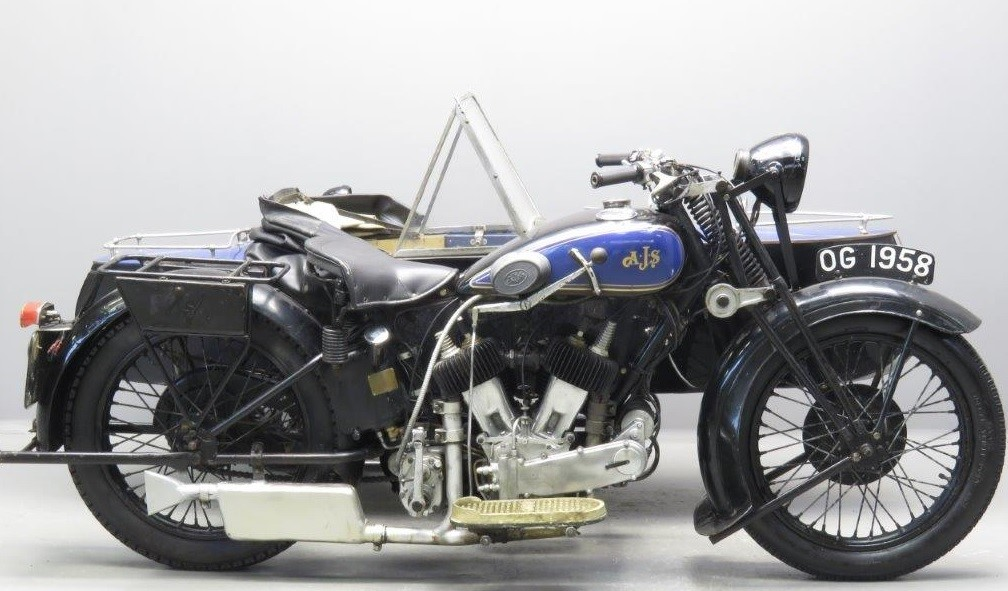
Brooklands can geluidsdemper op een AJS Model R2 uit 1930

Een Brooklands can is een platte uitlaatdemper voor motorfietsen die al in het begin van de twintigste eeuw op het circuit van Brooklands (Verenigd Koninkrijk) verplicht werd gesteld om het lawaai te dempen. De demper werd in de late jaren twintig ook omarmd door motorfietsfabrikanten die motorfietsen voor de openbare weg produceerden.